# Grand Prix automobile d'Australie 2000
GP précédent GP suivant
Le Grand Prix automobile d'Australie 2000 (2000 Qantas Australian Grand Prix), disputé le 12 mars 2000 sur le circuit de l'Albert Park, est la 647e épreuve du championnat du monde de Formule 1 courue depuis 1950. Il s'agit de la seizième édition du Grand Prix d'Australie comptant pour le championnat du monde de Formule 1 et de la première manche du championnat 2000.

## Classement
| Pos. | No | Pilote                | Écurie             | Tours | Temps/Abandon                      | Grille | Points |
| ---- | -- | --------------------- | ------------------ | ----- | ---------------------------------- | ------ | ------ |
| 1    | 3  | Michael Schumacher    | Ferrari            | 58    | 1 h 34 min 01 s 987 (196,218 km/h) | 3      | 10     |
| 2    | 4  | Rubens Barrichello    | Ferrari            | 58    | + 11 s 415                         | 4      | 6      |
| 3    | 9  | Ralf Schumacher       | Williams-BMW       | 58    | + 20 s 009                         | 11     | 4      |
| 4    | 22 | Jacques Villeneuve    | BAR-Honda          | 58    | + 44 s 447                         | 8      | 3      |
| 5    | 11 | Giancarlo Fisichella  | Benetton-Playlife  | 58    | + 45 s 165                         | 9      | 2      |
| Dsq. | 17 | Mika Salo             | Sauber-Petronas    | 58    | Disqualifié                        | 10     |        |
| 6    | 23 | Ricardo Zonta         | BAR-Honda          | 58    | + 46 s 468                         | 16     | 1      |
| 7    | 12 | Alexander Wurz        | Benetton-Playlife  | 58    | + 46 s 915                         | 14     |        |
| 8    | 20 | Marc Gené             | Minardi-Fondmetal  | 57    | + 1 tour                           | 18     |        |
| 9    | 15 | Nick Heidfeld         | Prost-Peugeot      | 56    | + 2 tours                          | 15     |        |
| Abd. | 10 | Jenson Button         | Williams-BMW       | 46    | Moteur                             | 21     |        |
| Abd. | 16 | Pedro Diniz           | Sauber-Petronas    | 41    | Transmission                       | 19     |        |
| Abd. | 21 | Gaston Mazzacane      | Minardi-Fondmetal  | 40    | Boîte de vitesses                  | 22     |        |
| Abd. | 5  | Heinz-Harald Frentzen | Jordan-Mugen-Honda | 39    | Panne hydraulique                  | 5      |        |
| Abd. | 6  | Jarno Trulli          | Jordan-Mugen-Honda | 35    | Échappement                        | 6      |        |
| Abd. | 14 | Jean Alesi            | Prost-Peugeot      | 27    | Panne hydraulique                  | 17     |        |
| Abd. | 1  | Mika Häkkinen         | McLaren-Mercedes   | 18    | Moteur                             | 1      |        |
| Abd. | 19 | Jos Verstappen        | Arrows-Supertec    | 16    | Retrait volontaire                 | 13     |        |
| Abd. | 2  | David Coulthard       | McLaren-Mercedes   | 11    | Moteur                             | 2      |        |
| Abd. | 18 | Pedro de la Rosa      | Arrows-Supertec    | 6     | Suspension                         | 12     |        |
| Abd. | 7  | Eddie Irvine          | Jaguar-Ford        | 6     | Sortie de piste                    | 7      |        |
| Abd. | 8  | Johnny Herbert        | Jaguar-Ford        | 1     | Embrayage                          | 20     |        |

## Pole position et record du tour
- Pole position : Mika Häkkinen en 1 min 30 s 556 (vitesse moyenne : 210,778 km/h).
- Meilleur tour en course : Rubens Barrichello en 1 min 31 s 481 au 41e tour (vitesse moyenne : 208,647 km/h).

## Tours en tête
- Mika Häkkinen (McLaren-Mercedes) : 18 tours (1-18)
- Michael Schumacher (Ferrari) : 33 tours (19-29, 36-44, 46-58)
- Heinz-Harald Frentzen (Jordan-Mugen-Honda) : 6 tours (30-35)
- Rubens Barrichello (Ferrari) : 1 tour (45)[1]

## Statistiques

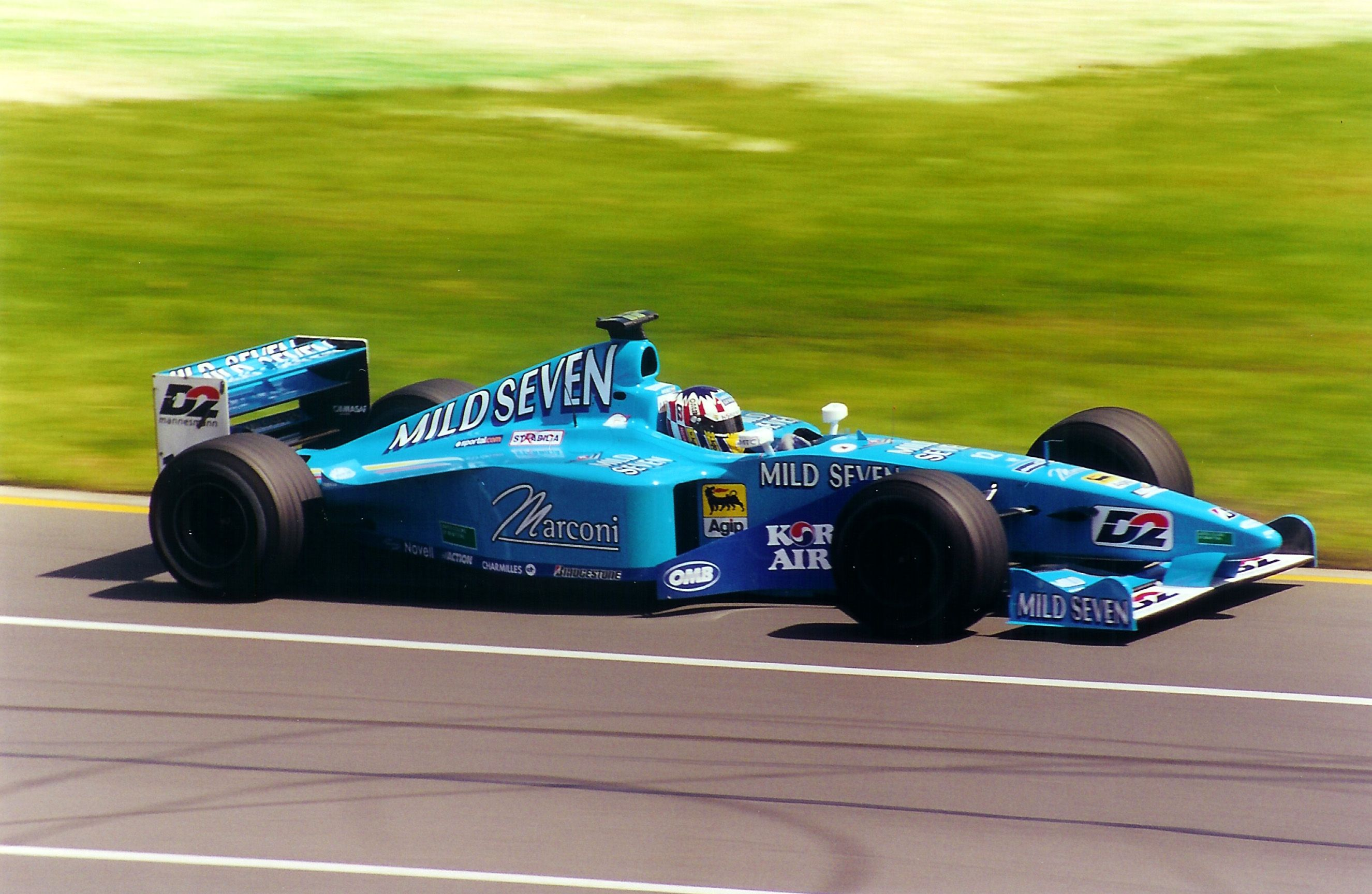
Alexander Wurz sur Benetton B200 au Grand Prix d'Australie en 2000.

- 1er Grand Prix pour Jaguar Racing.
- 1er Grand Prix pour Jenson Button.
- 1er Grand Prix pour Nick Heidfeld.
- 1er Grand Prix pour Gaston Mazzacane.
- Mika Salo, sixième sous le drapeau à damiers, est disqualifié car l'aileron avant de sa voiture n'était pas conforme au règlement technique.
- La course est neutralisée du 8e au 10e tour pour permettre le nettoyage de la piste des débris de la voiture de Pedro de la Rosa.